# 李沅芷
李沅芷是金庸小說《書劍恩仇錄》中的一个虚构女性人物。父亲是清朝浙江水陆提督李可秀，与武当派陸菲青之徒、红花会十四当家、绰号“金笛秀才”的余鱼同相恋。古靈精怪，是金庸第一部武侠小说中第一个出场的人物。

## 影视形象

### 电视剧
- 黄淑仪：1976香港无线电视《書劍恩仇錄》
- 斑斑：1984台湾台视《書劍江山》
- 黎美娴：1987香港无线电视《書劍恩仇錄》
- 于佳卉：1992台湾华视《書劍恩仇錄》
- 曹颖：1994中国大陆电视剧《書劍恩仇錄》
- 孙莉：2002合拍电视剧《書劍恩仇錄》
- 路晨：2009中国大陆电视剧《書劍恩仇錄》

### 电影
- 马金铃：1960香港电影《書劍恩仇錄》
- 黄敏仪：1981香港邵氏电影《書劍恩仇錄》